# لويزا ماتسو
لويزا ماتسو (بالبرتغالية: Luisa Matsuo) هي لاعبة جمباز إيقاعي برازيلية، ولدت في 8 أغسطس 1988 في فلوريانوبوليس في البرازيل.

## وصلات خارجية
- لويزا ماتسو على موقع الاتحاد الدولي للجمباز (biography) (الإنجليزية)
- لويزا ماتسو على موقع أوليمبيديا (الإنجليزية)